# يان هيسترمان
يان هيسترمان (بالهولندية: Jan Hesterman)‏ (18 مارس 1893 – 16 ديسمبر 1963) هو ملاكم هولندي راحل، مثّل بلاده في الألعاب الأولمبية الصيفية 1920.

## روابط خارجية
يان هيسترمان على موقع أوليمبيديا (الإنجليزية)